# Inga Lindström: Begegnung am Meer
Begegnung am Meer ist ein deutscher Fernsehfilm von Karola Meeder aus dem Jahr 2003. Er ist Bestandteil des ZDF-Herzkino-Sonntagsfilms und der zweite Film der Inga-Lindström-Reihe nach der gleichnamigen Erzählung von Christiane Sadlo. Die Hauptrollen wurden mit Tanja Wedhorn, Andreas Brucker, Günther Schramm und Stephanie Japp besetzt.

## Handlung
Linda Thorwaldsson hat gerade ihre Ausbildung abgeschlossen und nun eine tolle Stelle im Schifffahrtsmuseum in Göteborg erhalten. Sie lebt mit ihrem Freund Nils Wiberg zusammen und sie planen ihre Hochzeit. Zufällig trifft sie noch auf ihre Schwester Gunilla und erzählt ihr die Neuigkeiten. Ebenso dass sie nach Angelholm fahren will, um ihren Vater zu informieren. Sie hofft auch, dass sie sich mit ihm aussöhnen kann, da sie vor Jahren von zu Hause geflüchtet ist. Auf dem Weg dorthin begegnet sie Henrik, den Mann von Gunilla. Das Treffen mit ihrem Vater verläuft aber nicht so wie erhofft. Er ist immer noch nicht bereit, mit ihr zu sprechen, da er sie damals als Nachfolgerin für die Schiffswerft wollte und sie ihn im Stich gelassen hat. Zudem geht es ihm gesundheitlich nicht gut, seine Hausärztin und gute Freundin Greta Kronberg rät ihm dringend kürzerzutreten. Linda flüchtet ins Strandhaus, wo sie schon früher immer hinging, wenn sie nachdenken musste. Dort trifft sie wieder auf Henrik, der der Grund war, weshalb sie Angelholm verlassen hatte. Sie war unsterblich verliebt in ihn und konnte es nicht ertragen, dass er ihre Schwester geheiratet hat.
Beim Abendessen im Kreise der Familie eröffnet Lennart, dass er die Geschäftsführung ab sofort an Gunilla übergeben will. Sie hat aber andere Pläne, denn sie will sich von Henrik trennen und mit ihrem neuen Freund nach London. Linda weiß nichts von den ganzen Plänen, denn sie ist in der Zwischenzeit nach Göteborg zurückgekehrt. Da Gunilla nicht will, bleibt Lennart nichts anderes übrig, als die Werft zu verkaufen. Da hilft es auch nichts, dass Henrik ihm vorschlägt, dass Linda die Führung übernehmen soll. Daraufhin fährt Henrik nach Göteborg und bittet Linda zurückzukehren, um den Verkauf zu verhindern. Sie trifft sich daraufhin mit Gunilla und will sie davon überzeugen zu bleiben, aber Gunilla deckt sie nur mit Vorwürfen ein, dass sie an allem Schuld sei. Um den Kopf frei zu bekommen, reitet Linda aus und trifft beim Strandhaus zufällig auf Henrik. Sie kommen sich näher, aber Linda will ihre Gefühle ihm gegenüber nicht zulassen und läuft davon. Sie geht zu Greta, weil sie einen Rat braucht. Greta macht ihr klar, dass sie Henrik immer geliebt hat und eine Flucht in eine andere Beziehung nichts bringt. Sie rät ihr auch, nochmals mit ihrem Vater zu sprechen. Auch Olaf, ein Mitarbeiter in der Werft, hofft dass Linda ihren Vater zur Vernunft bringen kann.
Das Gespräch mit ihrem Vater verläuft nicht so, wie Linda es sich vorgestellt hat, er bleibt stur und will nichts von ihr wissen. Als sie gehen will begegnet sie Henrik, sie gehen ins Strandhaus und verbringen die Nacht miteinander. Lennart ruft Greta, weil er sich nicht gut fühlt. Sie reden über vergangene Zeiten, man merkt, dass Lennart und Greta Zuneigung füreinander empfinden. Am nächsten Morgen erhält Linda einen Anruf von Greta, ihr Vater hatte in der Nacht einen Schlaganfall und liegt im Krankenhaus. Gunilla kehrt zufällig zur gleichen Zeit aus London zurück und erfährt von Henrik, was mit ihrem Vater passiert ist. Sie fühlt sich schuldig, weil sie meint, ihr Handeln sei der Auslöser für den Schlaganfall gewesen. Sie versucht auch, Henrik wieder näher zu kommen. Doch er will nicht und geht ins Strandhaus, um dort zu schlafen. Linda hatte die gleiche Idee. Am nächsten Morgen geht Linda früh zu ihrem Vater ins Krankenhaus, Gunilla sucht Henrik und findet ihn im Strandhaus. Sie sagt, es sei ein Fehler gewesen, ihn und ihren Vater zu verlassen und eröffnet Henrik, dass sie schwanger ist. Er soll der Vater sein. Linda will in der Werft helfen, doch Gunilla komplimentiert sie hinaus, da sie ja nun wieder da ist. Die beiden Schwestern streiten sich daraufhin, dabei eröffnet Linda Gunilla, dass sie sich in Henrik verliebt hat. Danach geht sie nach Göteborg zurück.
Gunilla besucht ihren Vater im Krankenhaus und überbringt ihm die guten Neuigkeiten. Henrik trifft zufällig Greta, die ihm erklärt, dass es keinen Grund gibt, zu Gunilla zurückzukehren, wenn dabei alle unglücklich werden. Er soll auf sein Herz hören. Linda sagt Nils endlich die Wahrheit, dass sie ihn nicht heiraten kann. Denn sie würde es nur tun, weil sie Henrik nicht bekommen kann. Henrik will, dass Linda zu ihm zurückkehrt, sie lehnt es aber ab, weil sie ihrer Schwester nicht weh tun will. Sie besucht ihren Vater und erklärt ihm, weshalb sie vor vier Jahren davongelaufen ist. Er erzählt ihr, dass er auch einmal in so einer Situation wie sie gewesen ist und sich damals auch gegen seine große Liebe Greta entschieden hat, weil er sonst die Familie zerstört hätte. Henrik bittet Linda nochmals, dass sie zu ihm zurückkehren soll. Sie kann sich aber nicht entscheiden.
Bei einer Testfahrt mit einem neuen Boot redet Olaf erneut auf Linda ein, dass sie in die Firma zurückkehren muss, weil Gunilla die Falsche für den Job sei, denn er spürt, dass sie nicht mit dem Herzen dabei ist. Henrik redet nochmals mit Gunilla und findet heraus, dass ihr neuer Freund der Vater des Kindes ist, er aber Gunilla gegenüber immer gesagt hat, dass er keine Kinder will. Deshalb wollte sie zu Henrik zurückkehren. Er bittet sie darum, ihm auch eine Chance zu geben, denn es kann gut sein, dass er seine Meinung ändert. Linda ist nun fest entschlossen um Henrik zu kämpfen und eröffnet dies ihrer Schwester. Da sie nicht weiß, dass Gunilla und Henrik schon alles geklärt haben, ist sie ziemlich erstaunt, als ihre Schwester ihr zustimmt und sagt, Henrik warte auf sie, sie wisse schon wo. Auch Lennart gesteht Greta endlich seine Liebe. Als Linda Henrik beim Strandhaus trifft, versprechen sie sich, für immer zusammen zu bleiben.

## Hintergrund
Begegnung am Meer wurde vom 30. September bis 25. Oktober 2003 an Schauplätzen in Schweden gedreht. Produziert wurde der Film von der Bavaria Fiction GmbH.

## Rezeption

### Einschaltquote
Die Erstausstrahlung am 8. Februar 2004 im ZDF wurde von 6,90 Millionen Zuschauern gesehen.

### Kritiken
Die Kritiker der Fernsehzeitschrift TV Spielfilm zeigten mit dem Daumen nach unten und fassten den Film mit den Worten „Da schauen wir lieber Pippi Langstrumpf“ kurz zusammen.